# 梅根法案
《梅根法案》（英語：Megan's Law）是美國性犯罪者資訊公開法的俗稱，名稱來自一個遭性侵害並被殺害的女童。法案規定美國各州必須建立性罪犯和騷擾兒童罪犯的檔案，並規定各州必須知會有性侵前科者入住的社區，將有性侵兒童前科者的個人資料公開在網際網路上，供民眾查詢及事先採取保護措施。

## 起源
1994年7月29日，新澤西州一個女童梅根·康卡遭有性侵害前科的男子傑西·提門德夸斯性侵並被殺害。受害者的父母不知道犯案者搬到他們居住的地方，因此催生此法案。
1996年，美國總統柯林頓（Bill Clinton）簽署法案更進一步推動全國性的性侵犯罪者資料庫。

## 其他国家与地区
中華民國在2011年3月發生一件性侵犯林國政，刑滿出獄後隨即再犯，性侵14歲少女，並且殺死被害人的案件。適逢當時中華民國社會正在推促嚴懲與嚴加管制性侵犯的立法，相關法案已進入立法院通過一讀，於是網路上有發動連署，傚法美國以被害者命名法案的做法，呼籲將當時行政院研議中、酌採美國《梅根法案》和《潔西卡法案》精神的《性侵害犯罪防治法修正草案》命名為《于嘉法案》（不過法案最後並非依照他們的版本通過，也沒有依此命名）。然而最終通過的修法版本，僅止於由主管機關建立全國性侵犯的檔案資料，沒有提供民眾查詢的部分。

## 外部連結
- （英文）Recidivism of Sex Offenders Released from Prison in 1994 (USDOJ government study)